# Verism
Verism, av italienska verismo betecknar en italiensk operastil från slutet av 1800-talet med anknytning till en litterär riktning med samma namn. Ordet har samma rot som veritas, latinets ord för sanning. Kännetecknande i båda fallen är en handling med verkliga människor från samtiden, gärna från de lägre samhällsklasserna.
Den italienska litterära verismen anknyter till den franska realismem och naturalismen men med en mer pessimistisk livssyn. Dess två främsta företrädare var Giovanni Verga och Luigi Capuana. En novell av Verga låg till grund för den mest kända opera för vilken termen används, enaktaren Cavalleria rusticana (på svenska På Sicilien) från 1890, skriven av Pietro Mascagni. På grund av sin korta längd spelas den ofta tillsammans med den andra veristiska kortoperan med fast plats i operarepertoaren, Pajazzo (I pagliacci) av Ruggiero Leoncavallo.
Utom den naturliga miljön och icke-idealiserade rollgestalter kännetecknas verismo-stilen av avsaknad av koloratur- och bel cantosång samt av förekomst av dramatiska recitativ. 
En föregångare i ämnesvalet var fransmannen Georges Bizet (1838–1875), som med Carmen 1875 skapade ett av operarepertoarens mest betydande verk.
Leoncavallo framlägger i prologen till sin opera Pajazzo hur han ser på verismen: "Den sorg och smärta ni skall se från scenen är inte, som tidigare varit vanligt, spelad och falsk. Nej, idag hämtar diktaren stoff ur verkliga livet."
Utom de redan nämnda företräddes verismen i Italien av komponisterna Giacomo Puccini, Umberto Giordano och Francesco Cilèa. Inom fransk opera behandlar utom Bizets Carmen vissa av Jules Massenets operor veristiska motiv.
Begreppet verism används också inom konstvetenskapen om en porträttkonst, där modellens avvikelser från klassiska skönhetsideal framhävs.